# Tapebicuá
Tapebicuá (en guaraní: Tapevikua) es una localidad y municipio, ubicado en el departamento Paso de los Libres de la provincia de Corrientes de Argentina.
Se halla sobre la ruta provincial 155, al sur de la estación del ferrocarril, circundado por el arroyo Tapebicuá, distante a 3 km, y a 7 km de la costa del río Uruguay.

## Historia
Don Agapito Sosa loteó su terrenos de 100 has, en torno a la estación del ferrocarril, dejando una manzana destinada para plaza, cementerio y otra para capilla, los cuales originalmente, pertenecieron a la familia Aranda, la familia Sosa,  los Martínez, y familias descendientes de brasileros argentinizados por la acción escolar. En 1900 se nombra a la estación de tren y al año siguiente se habilita la línea desde Monte Caseros a Santo Tomé. Su fundación se remonta a 1912, siendo municipio desde 1940, por Ley provincial.

## Economía
Depende mayoritariamente de la agricultura, destacándose el cultivo de arroz. y la forestación.

## Vías de comunicación
La principal vía de acceso es la Ruta Nacional 14, que la vincula al noroeste con Yapeyú y al sudoeste mediante la ruta Prov. 155, con Paso de los Libres.

## Infraestructura
El 68% de la población cuenta con agua potable, el 10% con cloacas y el 63% con energía eléctrica. Hay 1 escuela, 1 escuela secundaria, centro de salud con una ambulancia 
```
y polideportivo en construcción y 2 puestos sanitarios y viviendas proyectadas.
[
3
]
```

## Población
Cuenta con 740 habitantes (Indec, 2010), lo que representa un incremento del 29% frente a los 400 habitantes (Indec, 2001) del censo anterior.
| Gráfica de evolución demográfica de Tapebicuá entre 1991 y 2010 |
|                                                                 |
| Fuente: Censos nacionales del INDEC                             |

## Toponimia
Tapebicua (escrito en guaraní queda "Tapevikua"): Nombre de origen guaraní, posee diferentes asignaciones todas ellas sustentadas en “kua” que significa “cueva, agujero, pozo, morada como extensión de cueva”. La primera parte de la palabra es tomada por algunos como "tape" que significa camino, lo que determinaría  “una cueva en el camino”, la palabra no lleva acento. Puede considerarse también como “tapebí” considerando que podría ser una rama de los guaraníes, con lo cual quedaría como “la cueva o morada de los tapebí”, también se dice que significa "camino arenoso".